# Stecknadelhorn
Stecknadelhorn är en bergstopp i Schweiz.   Den ligger i distriktet Visp och kantonen Valais, i den södra delen av landet. Toppen på Stecknadelhorn är 4 241 meter över havet.
Den högsta punkten i närheten är Dom, 4 545 meter över havet, 1,9 km söder om Stecknadelhorn. Närmaste amhälle är Randa, väster om Stecknadelhorn. 
Trakten runt Stecknadelhorn består i huvudsak av kala bergstoppar och isformationer.
Den första bestigningen av berget utfördes 8 augusti 1887 av Oscar Eckenstein och Matthias Zurbriggen.